# Desa Sukamulya (administrativ by i Indonesien, Jawa Barat, lat -7,25, long 107,30)
Desa Sukamulya är en administrativ by i Indonesien.   Den ligger i provinsen Jawa Barat, i den västra delen av landet, 130 km söder om huvudstaden Jakarta.